# Rilès
 (juin 2023).
La mise en forme du texte ne suit pas les recommandations de Wikipédia : il faut le « wikifier ».
Les points d'amélioration suivants sont les cas les plus fréquents. Le détail des points à revoir est peut-être précisé sur la page de discussion.
- Les titres sont pré-formatés par le logiciel. Ils ne sont ni en capitales, ni en gras.
- Le texte ne doit pas être écrit en capitales (les noms de famille non plus), ni en gras, ni en italique, ni en « petit »…
- Le gras n'est utilisé que pour surligner le titre de l'article dans l'introduction, une seule fois.
- L'italique est rarement utilisé : mots en langue étrangère, titres d'œuvres, noms de bateaux, etc.
- Les citations ne sont pas en italique mais en corps de texte normal. Elles sont entourées par des guillemets français : « et ».
- Les listes à puces sont à éviter, des paragraphes rédigés étant largement préférés. Les tableaux sont à réserver à la présentation de données structurées (résultats, etc.).
- Les appels de note de bas de page (petits chiffres en exposant, introduits par l'outil «  Source ») sont à placer entre la fin de phrase et le point final[comme ça].
- Les liens internes (vers d'autres articles de Wikipédia) sont à choisir avec parcimonie. Créez des liens vers des articles approfondissant le sujet. Les termes génériques sans rapport avec le sujet sont à éviter, ainsi que les répétitions de liens vers un même terme.
- Les liens externes sont à placer uniquement dans une section « Liens externes », à la fin de l'article. Ces liens sont à choisir avec parcimonie suivant les règles définies. Si un lien sert de source à l'article, son insertion dans le texte est à faire par les notes de bas de page.
- La présentation des références doit suivre les conventions bibliographiques. Il est recommandé d'utiliser les modèles {{Ouvrage}}, {{Chapitre}}, {{Article}}, {{Lien web}} et/ou {{Bibliographie}}. Le mode d'édition visuel peut mettre en forme automatiquement les références.
- Insérer une infobox (cadre d'informations à droite) n'est pas obligatoire pour parachever la mise en page.

Pour une aide détaillée, merci de consulter Aide:Wikification.
Si vous pensez que ces points ont été résolus, vous pouvez retirer ce bandeau et améliorer la mise en forme d'un autre article.
Pour les articles homonymes, voir Kacimi.
Rilès Kacimi, plus connu sous le mononyme Rilès, né le 4 janvier 1996 à Rouen, est un rappeur, chanteur, auteur-compositeur-interprète et producteur de musique franco-algérien, composant et interprétant en anglais.

## Biographie

### Jeunesse et débuts
Rilès Kacimi est né le 4 janvier 1996,, à Rouen en Seine-Maritime. Il est rouennais, issu d'une famille originaire d'Algérie. Il a vécu à Déville-lès-Rouen avec sa famille. Après avoir obtenu un baccalauréat scientifique, Rilès étudie la littérature anglaise à l'université de Rouen et travaille en parallèle comme surveillant dans un lycée à Canteleu pendant quelques mois. Sa seule source de revenus est alors la musique qu'il produit, les concerts qu'il fait, ainsi que des toiles qu'il peint et vend sur Internet ou à des amis et voisins,,.

### Carrière

#### Débuts
Il produit ses premières musiques de manière indépendante, écrivant en anglais pour que ses parents ne le comprennent pas et assumant une inspiration américaine (Kanye West notamment),. Il construit un Home studio dans sa chambre et apprend en autodidacte.
Il publie sur internet son premier EP Vanity Plus Mind en 2014, qu'il a écrit et enregistré à l'âge de 17 ans. Entre 2015 et 2016, Rilès réalise également quelques clips vidéos, notamment pour ses titres Nowadays, College Dropout, Another Complaint But et Brothers,.

#### Rilèsundayzet notoriété
De septembre 2016 à septembre 2017, il se met au défi d'écrire, enregistrer, mixer et produire une chanson par semaine pendant un an, publiée chaque dimanche sur sa chaîne YouTube : c'est le projet Rilèsundayz. Durant les Rilèsundayz, Rilès a réussi à former un acrostiche avec les titres de chaque chanson qu'il a écrit. La phrase ainsi formée est une phrase en latin O sed fugit interea, fugit irreparabile tempus, audeamus nunc qui signifie « Pendant ce temps, le temps s’échappe, irremplaçable ». Cette phrase est notamment la dernière de la chanson Rilesundays n°21 "Those Night", et est la première clé d'une énigme autour du temps formé par l'artiste.
En avril 2017 sa notoriété augmente grâce à une vidéo du youtubeur Seb, qui lui est consacrée. Rilès explique être passé de 20 000 abonnés à 300 000 en une semaine et que ses vidéos ont fait près de 3 millions de vues dans la foulée.
Rilès a ainsi produit 52 chansons dont deux (Brothers et Thank God) furent certifiées disques d'or en octobre 2017. Début 2018, Brothers est certifiée disque de platine et fin 2018, c'est au tour de I Do It d'être qualifiée disque d'or.
Fort de cette récente notoriété, Rilès organise en 2017 une tournée de vingt-deux concerts dans toute la France, appelée Jungle Tour. Il se produit notamment au Bataclan à Paris, à deux reprises, puis au Zénith de Rouen. Il joue à guichets fermés à chacun de ces concerts. En parallèle de sa tournée européenne, Rilès réalise une tournée au Maghreb, The Jungle Tour Maghreb edition avec un concert au Maroc, deux concerts en Tunisie et un concert en Algérie qui sont tous donnés à guichet fermé,,.
Le 11 janvier 2018, il publie le clip vidéo de Pesetas, réalisé dans le désert Salar d'Uyuni, puis publie le 29 avril 2018 celui de Should I, tourné à Los Angeles.[réf. nécessaire]

#### Welcome to the Jungleet rayonnement international
Le 19 mars 2018, il annonce sur sa page Facebook et son compte Twitter avoir signé un contrat de partenariat avec Republic Records et Sony/ATV Music.[réf. nécessaire]
Dans la nuit du 21 au 22 juin 2018, il publie sur internet une nouvelle chanson nommée I'll be Back, où il s'inspire de la musique de l'anime Naruto. À la fin de la vidéo paroles de cette chanson, il annonce la sortie prochaine d'un album.
Le 4 janvier 2019, en même temps que ses 23 ans, il annonce sur Instagram que l'album est terminé après une année complète de travail et plus de 200 morceaux et maquettes produits. Il annonce plus tard que cet album sortira le 30 août 2019.
Le 8 février 2019, il sort le single de son futur album, Marijuana, suivi du clip dans lequel son idole Snoop Dogg apparaît.
Deux jours après, Rilès officialise une future tournée nommée The Tiger Tour dont la première partie (mars-avril) comprend 9 dates dans de nombreux pays, comme l’Allemagne et les États-Unis. La seconde partie (novembre-décembre) se déroule exclusivement en France et en Belgique et se compose de 12 programmations en à peine un mois. Le 30 août, Rilès sort son premier album Welcome to the Jungle, il est certifié disque d'Or. Cette fois encore, Rilès réussit à former un acrostiche en latin avec les titres de chaque chanson : Antequam moriamur qui signifie en français « Avant de mourir ».[réf. nécessaire]
En mai 2020, Rilès et son équipe publient le N°1 du magazine annuel RSDZ MAGAZINE. Il retrace les évènements et projets de 2019 autour des artistes Rilès, Leone et Younès. Ce magazine cartonné à l’esthétique particulièrement soignée rencontre un vif succès auprès des fans. Il est rapidement épuisé à la vente en ligne.
En juin 2020, Rilès propose sur les plateformes un nouveau titre GOA, premier titre annonciateur du futur EP Level 36. Ce morceau surprenant enthousiasme ses fans et certains le comparent à du Travis Scott.

#### RilèsundayzSaison 2
Le 25 avril 2021, il publie Soul Speech, un nouveau titre qui marque le début de la saison 2 des Rilèsundayz. Pour cette deuxième saison, l'artiste décide de renforcer son challenge en créant pour chaque chanson une pierre (dessinée par lui-même) avec une forme, une couleur, et un logo spécifique représentant au mieux l'ambiance de la chanson. Du 25 avril 2021 au 24 avril 2022, il va alors sortir chaque dimanche une nouvelle chanson chaque dimanche écrite, composée et enregistrée au cours de la semaine, reprenant ainsi le concept de la première saison. Lors du dernier titre de la saison, Rilès dévoile un deuxième indice sur son énigme, indiquant à la même occasion qu'elle n'est toujours pas résolue. Ainsi, dans chaque chanson se cachait un signal sonore, dans une fréquence inaudible à l'oreille, qui indiquait une lettre en morse : l'addition de toutes les lettres dans l'ordre forme l'acrostiche suivant « Tempus ex animo venit, id exploramus cogitando, agendo percipimus » traduit du latin en « Le temps vient de l'esprit, son exploration de nos pensées, et sa perception de nos actions ».

#### Survival Mode(2025)
Le 10 Octobre 2024, Rilès sort de deux années de silence total avec la sortie du morceau Big trouble accompagné d'un clip musical.
Le 10 janvier 2025, Rilès signe son deuxième album Survival Mode. Comprenant 14 pistes dont deux featurings (l'un avec Tif, l’autre avec Gracy Hopkins), cet album évoque les difficultés survécues par le rappeur lors de ces deux dernières années ainsi que ses luttes intérieures.
Du 8 au 9 février 2025, Rilès court pendant 24 heures sur un tapis roulant devant une scie circulaire géante. Le tout se trouve dans une arène de verre à l'Espace Commines, à Paris, où les curieux peuvent se rendre. Les images sont en outre retransmises en direct sur YouTube et TikTok,,. Ce défi physique et artistique fait écho à son nouvel album et explore les thèmes de la résilience et du dépassement des limites humaines. L'objectif est de ne jamais s'arrêter de courir, sauf pour se soulager. Rilès a déjà couru 12 heures d'affilée en septembre 2024, sans scie. Pour son équipe, ce défi représente une quête d'endurance face à la pression sociale et personnelle. Rilès confie avoir surmonté des moments difficiles accompagnés de tentatives de suicide grâce à la course et l'amour. Il court ainsi plus de 200 kilomètres, dont les 61 premiers en 6 heures et 2 minutes.

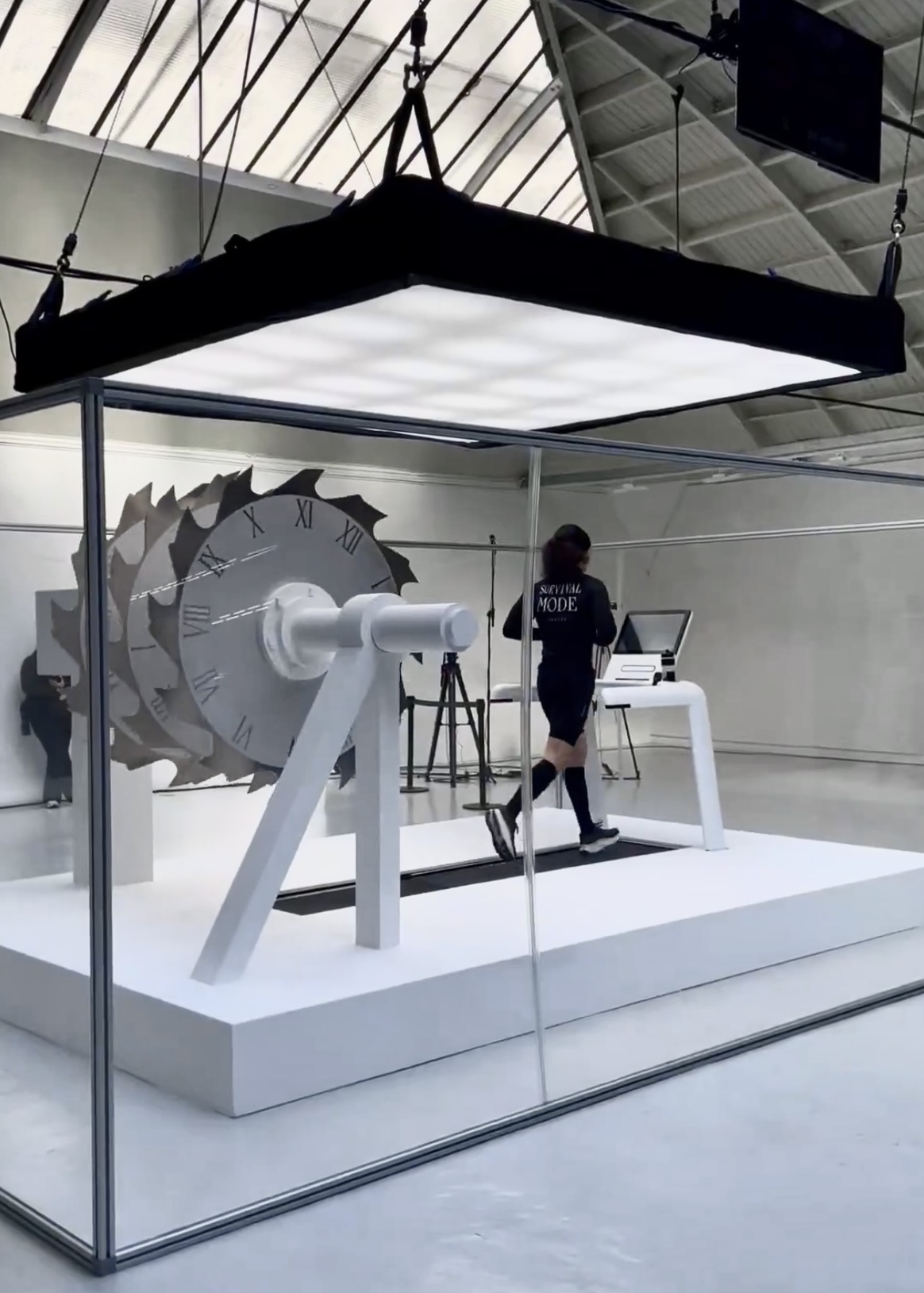
Rilès pendant sa Survival Run

### Vie privée
Le 15 juillet 2022, il demande Elisa Parron en mariage sur scène (lors des Vieilles Charrues),.

## Style musical
Rilès se démarque de la scène musicale française sur plusieurs points. Premièrement, il chante entièrement en anglais. Il expérimente plusieurs styles dans ses chansons : si une base hip-hop est souvent présente, plusieurs influences de soul, RnB, et gospel sont aussi retrouvées dans sa musique,.
S'il aborde différentes thématiques dans ses paroles (l'amour, sa santé mentale, sa volonté de réussir, son histoire personnelle...), le rappeur entretient un rapport particulier au temps dont il parle régulièrement dans ses chansons. Au cours de l'ensemble de son œuvre musicale, Rilès a disséminé une énigme autour du temps dans plusieurs de ses titres et de ses clips. À ce jour l'énigme n'a toujours pas été résolue.

## Discographie

### Singles
- 2019

-Freestyle Booska Jungle
-Wash my car
-Sugarbabe
-Rilesnippetz 1 : I Feel Like
-Rilesnippetz 2 : Bellek
-Rilesnippetz 3 : My Soul
-Rilesnippetz 4 : Remind Me
-Rilesnippetz 5 : Wasted In Berlin
- 2014 : Nowadays
- 2015 : Another Complaint But..
- 2016 : Brothers
- 2016 : College Dropout
- 2018 : I'll be Back
- 2018 : Lost
- 2019 : Marijuana
- 2019 : Remind me
- 2019 : Against The Clock
- 2019 : Myself n the sea
- 2019 : Sugarbabe
- 2019 : Ultimatum
- 2019 : Queen
- 2019 : Old Dayz
- 2020 : GOA
- 2020 : Let it go
- 2020 : Feelings
- 2020 : Keep It Sexy
- 2024 : Money Trees
- 2025 : Survival